# Південно-Перещепинське родовище кам'яної солі
Південно-Перещепинське родовище кам'яної солі приурочене до девонських відкладів, які в межах родовища підняті до глибини 550 м. Літологічне вони представлені брекчією вилуговування і кам'яною сіллю.
Кам'яна сіль світло-сіра до темно-сірої місцями оранжево-сіра напівпрозора, середньо і крупнокристалічна щільна. Оранжево-сіре забарвлення має сіль сильно забруднена домішками глини.
Хімічний склад солі однорідний і представлений, в основному, хлористим натрієм (більше 97 %) і лише в поодиноких верствах відмічається значний вміст солей магнію, калію і кальцію.
За фізико-механічними властивостями кам'яна сіль міцна, це дозволяє формувати підземні каверни при розробці вилуговуванням.
1. В природному заляганні кам'яна сіль Південно-Перещепинського родовища, розкрита до глибини 1 490 м, не задовольняє вимогам ДЕСТу 13830-84 по середнім кількостям нерозчинних залишків і хлористого натрію. В окремих інтервалах по свердловинам відмічається підвищений вміст катіона кальцію, іона сірчаної кислоти і сірчанокислого натрію.
2. Середньозважений вміст компонентів кам'яної солі Південно-Перещепинського родовища в перерахунку на водорозчинну частину задовольняє вимогам ДЕСТу 13830-84 до I ґатунку.
3. Якість кам'яної солі Південно-Перещепинського родовища при виключенні 50-ти метрових целіків в покрівлі корисної копалини змінюється незначно і не змінює її оцінки в природному заляганні і в перерахунку на водорозчинну частину.
4. На ділянці першочергового відробітку в природному заляганні кам'яної солі Південно-Перещепинського родовища, яка оцінюється до глибини 1 100 м не задовольняє вимогам ДЕСТу 13830-84 по середнім концентраціям нерозчинного залишку і хлористого натрію.
5. Середньозважений вміст компонентів кам'яної солі дільниці першочергового відробітку в перерахунку на водорозчинну частину задовольняють вимогам ДЕСТу 13840-84 до другого ґатунку.
6. Якість кам'яної солі ділянки першочергового відробітку при виключенні 50-ти метрових целіків в покрівлі корисної копалини хоч змінюється і незначно, але по середньозваженому складі компонентів вона вже задовольняє вимогам ДЕСТу 13830-84 до першого ґатунку.
7. При виключенні з продуктивної товщі некондиційних прошарків якість кам'яної солі ділянки першочергового відробітку змінюється значно. В природному заляганні кам'яна сіль задовольняє вимогам ДЕСТу 13830-84 по вмісту нерозчинного залишку, але близька до вимог цього ДЕСТу до II ґатунку по концентрації хлористого натрію. А в перерахунку середньозважених концентрацій компонентів кам'яної солі на водорозчинну частину ділянки першочергової відробки, вона буде задовольняти вимогам ДЕСТу 13830-84 до вищого ґатунку.
8. Вивчення кам'яної солі на попутні корисні копалини при загальних пошуках в свердловинах ТП показало відсутність таких елементів як бром, йод, літій, а вміст стронцію і бору находиться на межі чутливості аналізу (0,001 %).
Загальні запаси по родовищу категорій А+В+С1 — 20 305 657,7 тис. т.
Крім Південно-Перещепинського родовища, на території області є Мало-Перещепинське родовище, воно малоперспективне.